# Bidare Amanikere, Gubbi
Bidare Amanikere là một làng thuộc tehsil Gubbi, huyện Tumkur, bang Karnataka, Ấn Độ.